# Kulstötning för damer i friidrott vid olympiska sommarspelen 2004

## Medaljörer
| Event       | Guld                 | Guld    | Silver                   | Silver  | Brons  | Brons |
| Kulstötning | Yumileidi Cumbá Kuba | 19,59 m | Nadine Kleinert Tyskland | 19,55 m | vakant |       |

## Resultat

### Kval
q = kvalificerad till finalen

medaljörer i fet stil

#### Grupp A
| Placering | Totalt | Idrottare                 | Försök | Försök | Försök | Längd   | Noteringar |
| Placering | Totalt | Idrottare                 | 1      | 2      | 3      | Längd   | Noteringar |
| --------- | ------ | ------------------------- | ------ | ------ | ------ | ------- | ---------- |
| 1         | 2      | Yumileidi Cumbá (CUB)     | 19.10  | —      | —      | 19.10 m |            |
| 2         | 4      | Valerie Adams (NZL)       | 18.79  | —      | —      | 18.79 m |            |
| 3         | 5      | Nadine Kleinert (GER)     | 18.65  | —      | —      | 18.65 m |            |
| 4         | 6      | Krystyna Zabawska (POL)   | 18.05  | 18.61  | —      | 18.61 m |            |
| 5         | 8      | Natallia Charaneka (BLR)  | 17.70  | 18.52  | —      | 18.52 m |            |
| 6         | 10     | Misleydis González (CUB)  | 18.33  | X      | 18.15  | 18.33 m |            |
| 7         | 16     | Laurence Manfredi (FRA)   | 17.78  | 17.05  | 17.20  | 17.78 m |            |
| 8         | 17     | Elisângela Adriano (BRA)  | 17.31  | 17.07  | 17.44  | 17.44 m |            |
| 9         | 20     | Zhang Xiaoyu (CHN)        | 17.03  | 17.22  | 16.21  | 17.22 m |            |
| 10        | 23     | Li Fengfeng (CHN)         | 16.80  | 16.36  | 16.90  | 16.90 m |            |
| 11        | 24     | Zhang Guirong (SIN)       | 16.58  | 16.51  | X      | 16.58 m |            |
| 12        | 26     | Laura Gerraughty (USA)    | 15.94  | X      | 16.47  | 16.47 m |            |
| 13        | 27     | Kimberly Barrett (JAM)    | 15.80  | 16.45  | 16.09  | 16.45 m |            |
| 14        | 28     | Lee Mi-Young (KOR)        | 15.76  | 16.35  | X      | 16.35 m |            |
| 15        | 33     | Filiz Kadoğan (TUR)       | 15.20  | 14.73  | X      | 15.20 m |            |
| 16        | 34     | Mariam Kevchisjvili (GEO) | 14.10  | 15.02  | 15.06  | 15.06 m |            |
| 17        | 35     | Iolanta Uljeva (KAZ)      | 14.48  | 14.55  | 14.88  | 14.88 m |            |
| —         | —      | Irina Korzjanenko (RUS)   | 19.43  | —      | —      | 19.43 m | DSQ        |
| —         | —      | Olga Sjtjukina (UZB)      | —      | —      | —      | 14.44 m | DSQ        |

1. ↑  Irina Korzjanenko gick till final men var dopad och blev därmed diskvalificerad.
2. ↑  Olga Shchukina från Uzbekistan  fick inte starta då hon varit dopad.

#### Grupp B
| Placering | Totalt | Idrottare                 | Försök | Försök | Försök | Längd   | Noteringar |
| Placering | Totalt | Idrottare                 | 1      | 2      | 3      | Längd   | Noteringar |
| --------- | ------ | ------------------------- | ------ | ------ | ------ | ------- | ---------- |
| 1         | 1      | Nadzeja Astaptjuk (BLR)   | 19.69  | —      | —      | 19.69 m |            |
| 1         | 3      | Cleopatra Borel (TRI)     | 18.90  | —      | —      | 18.90 m | NR         |
| 1         | 7      | Svetlana Kriveljova (RUS) | 18.45  | 17.89  | 18.57  | 18.57 m |            |
| 4         | 9      | Lieja Tunks (NED)         | 18.38  | X      | 18.33  | 18.38 m |            |
| 5         | 11     | Li Meiju (CHN)            | 18.16  | 18.01  | 18.13  | 18.16 m |            |
| 6         | 12     | Kalliopi Ouzouni (GRE)    | 18.03  | 17.87  | X      | 18.03 m |            |
| 7         | 13     | Olga Rjabinkina (RUS)     | 18.00  | X      | 17.99  | 18.00 m |            |
| 8         | 14     | Fior Vásquez (DOM)        | 16.00  | 17.99  | 17.08  | 17.99 m | SB         |
| 9         | 15     | Astrid Kumbernuss (GER)   | 17.89  | 17.52  | 17.86  | 17.89 m |            |
| 10        | 18     | Irini Terzoglou (GRE)     | 17.34  | X      | —      | 17.34 m |            |
| 11        | 19     | Oksana Zachartjuk (UKR)   | 17.19  | 17.28  | X      | 17.28 m |            |
| 12        | 21     | Kristin Heaston (USA)     | 16.41  | X      | 17.17  | 17.17 m |            |
| 13        | 22     | Nadine Beckel (GER)       | 17.11  | 17.03  | X      | 17.11 m |            |
| 14        | 25     | Juttaporn Krasaeyan (THA) | 16.45  | 16.49  | 16.22  | 16.49 m |            |
| 15        | 29     | Irache Quintanal (ESP)    | 15.27  | 15.99  | 15.52  | 15.99 m |            |
| 16        | 30     | Anelija Kumanova (BUL)    | 15.49  | 15.91  | 15.50  | 15.91 m |            |
| 17        | 31     | Chinatsu Mori (JPN)       | 15.86  | 14.59  | X      | 15.86 m |            |
| 18        | 32     | Ana Po'uhila (TGA)        | 14.16  | 15.33  | 15.08  | 15.33 m |            |
| 19        | 36     | Éva Kürti (HUN)           | 14.60  | X      | X      | 14.60 m |            |

### Final
| Placering | Idrottare                 | Försök | Försök | Försök | Försök | Försök | Försök | Längd   | Noteringar |
| Placering | Idrottare                 | 1      | 2      | 3      | 4      | 5      | 6      | Längd   | Noteringar |
| --------- | ------------------------- | ------ | ------ | ------ | ------ | ------ | ------ | ------- | ---------- |
| 1         | Yumileidi Cumbá (CUB)     | X      | 18.39  | 18.74  | X      | X      | 19.59  | 19.59 m |            |
| 2         | Nadine Kleinert (GER)     | 18.77  | 19.55  | 19.17  | 18.55  | X      | X      | 19.55 m | SB         |
| 3         | Svetlana Kriveljova (RUS) | 18.55  | 19.49  | 19.29  | 19.15  | 19.20  | 18.44  | 19.49 m |            |
| 4         | Nadzeja Astaptjuk (BLR)   | 18.25  | X      | 19.01  | X      | X      | X      | 19.01 m |            |
| 5         | Natalia Choroneko (BLR)   | 18.82  | 18.09  | 18.87  | 17.80  | 18.59  | 18.96  | 18.96 m |            |
| 6         | Krystyna Zabawska (POL)   | X      | 17.97  | 18.64  | X      | 18.60  | X      | 18.64 m |            |
| 7         | Misleydis González (CUB)  | 17.33  | 18.25  | 18.59  | 18.52  | X      | X      | 18.59 m |            |
|           |                           |        |        |        |        |        |        |         |            |
| 8         | Valerie Adams (NZL)       | 18.56  | X      | 17.93  |        |        |        | 18.56 m |            |
| 9         | Li Meiju (CHN)            | 17.82  | 17.61  | 18.37  |        |        |        | 18.37 m |            |
| 10        | Cleopatra Borel (TRI)     | 17.37  | 18.28  | 18.35  |        |        |        | 18.35 m |            |
| 11        | Lieja Tunks (NED)         | X      | 18.13  | 18.14  |        |        |        | 18.14 m |            |
| —         | Irina Korzjanenko (RUS)   | 20.41  | 20.70  | 21.06  | 20.04  | X      | X      | 21.06   | DSQ        |

## Rekord

### Världsrekord
- Natalia Lisovskaja, Sovjetunionen - 22,63 - 7 juni 1987 - Moskva, Sovjetunionen

### Olympiskt rekord
- Ilona Slupianek, DDR – 22,41 - 24 juli 1980 - Moskva, Sovjetunionen

## Tidigare vinnare

### OS
- 1896 - 1936: Ingen tävling
- 1948 i London: Micheline Ostermeyer, Frankrike – 13,75
- 1952 i Helsingfors: Galina Zybina, Sovjetunionen – 15,28
- 1956 i Melbourne: Tamara Tysjkevitj, Sovjetunionen – 16,59
- 1960 i Rom: Tamara Press, Sovjetunionen – 17,32
- 1964 i Tokyo: Tamara Press, Sovjetunionen – 18,14
- 1968 i Mexico City: Margitta Gummel, DDR – 19,61
- 1972 i München: Nadezjda Tjizjova, Sovjetunionen – 21,03
- 1976 i Montréal: Ivanka Hristova, Bulgarien – 21,16
- 1980 i Moskva: Ilona Slupianek, DDR – 22,41
- 1984 i Los Angeles: Claudia Losch, Västtyskland – 20,48
- 1988 i Seoul: Natalia Lisovskaja, Sovjetunionen – 22,24
- 1992 i Barcelona: Svetlana Kriveljova, Ryssland – 21,06
- 1996 i Atlanta: Astrid Kumbernuss, Tyskland – 20,56
- 2000 i Sydney: Janina Koroltjik, Vitryssland – 20,56

### VM
- 1983 i Helsingfors: Helena Fibingerova, Tjeckoslovakien – 21,05
- 1987 i Rom: Natalia Lisovskaja, Sovjetunionen – 21,24
- 1991 i Tokyo: Zhihong Huang, Kina – 20,83
- 1993 i Stuttgart: Zhihong Huang, Kina – 20,57
- 1995 i Göteborg: Astrid Kumbernuss, Tyskland – 21,22
- 1997 i Aten: Astrid Kumbernuss, Tyskland – 20,71
- 1999 i Sevilla: Astrid Kumbernuss, Tyskland – 19,85
- 2001 i Edmonton: Janina Koroltjik, Vitryssland – 20,61
- 2003 i Paris: Svetlana Kriveljova, Ryssland – 20,63